# Trolejbusová dráha
Trolejbusová dráha je specifický pojem českého práva (Zákon o drahách), které dráhu pro trolejbus (podobně jako visuté lanové dráhy) řadí do stejného právního režimu jako kolejové dráhy, což v mnoha státech není obvyklé. 

## Vymezení
Vyhláška ministerstva dopravy č. 177/1995 Sb., kterou se vydává stavební a technický řád drah, vymezuje v části šesté (§ 65 a násl.), co je a co není součástí trolejbusové dráhy. Součástí dráhy jsou pouze ty pozemní komunikace, které jsou zřízeny výhradně pro jízdu trolejbusů. Dále jsou součástí trolejbusové dráhy elektrická zařízení (trakční měnírny, elektrické rozvody, trolejové vedení včetně nosného systému a podpěr, přívodní a zpětné vedení, zařízení pro dálkové ovládání, regulaci a měření), stavby a zařízení proti nepříznivým vlivům dráhy (hluku, bludným proudům, korozi, elektrickému rušení, ovlivňování s elektrizační soustavou). Dále jsou součástí dráhy sdělovací zařízení (telefonní a radiová, zařízení pro zpracování a přenos dat, průmyslová televize, záznamová zařízení, hodiny, požární a poplachová signalizace, informační zařízení, napájení sdělovacích zařízení),  zabezpečovací zařízení k zabezpečení a řízení drážní dopravy, budovy a zařízení sloužící k organizování a řízení drážní dopravy, k odstavování a údržbě trolejbusů (vozovny) nebo k uspokojování přepravních potřeb veřejnosti včetně inženýrských sítí, zastávky tvořené nástupištěm, nástupní ostrůvky, vybavení a přístřešky zastávek, osvětlení dráhy (s výjimkou veřejného osvětlení) a pevná zařízení pro měření, údržbu a opravy dráhy. 
Hranice ochranného pásma dráhy je podle § 8 zákona č. 266/1994 Sb., o dráhách, tvořena svislou plochou vedenou ve vzdálenosti 30 m od krajního trolejového drátu. Pro  dráhu  vedenou po pozemních komunikacích a vlečku v uzavřeném prostoru provozovny nebo v obvodu přístavu se ochranné pásmo nezřizuje. Vzhledem k tomu, že podle § 66 odst. 2 stavebního a technického řádu drah lze trolejbusovou dráhu provozovat jen na pozemní komunikaci, ustanovení o vymezení ochranného pásma nelze pro ni nikde uplatnit. 
Pozemní komunikace sdílená s netrolejbusovovým provozem není součástí trolejbusové dráhy, trolejbusová dráha je však na ní „umístěna“. Umístění  dráhy  trolejbusové  v  prostoru  pozemní  komunikace je vymezeno polohou trolejového vedení a dosahem sběračů trolejbusu. Provozovat dráhu trolejbusovou lze jen na pozemní komunikaci, která musí  odpovídat  zatížení  trolejbusovým  vozidlem a dynamickým účinkům vyvolaným jízdou, brzděním a rozjezdem tohoto vozidla a jejíž podélný sklon nesmí přesahovat 12 %. Od 1. 4. 2013 se nově trolejbusová dráha smí úrovňově křížit i s elektrizovanou železniční dráhou (Vyhl. 177/1995 Sb, §66, odst. 4). S tramvajovými dráhami se trolejbusové dráhy běžně stýkají nebo kříží. 
S nástupem dieselagregátových hybridních trolejbusů a duobusů začaly na některých linkách zajíždět trolejbusy i do nezatrolejovaných úseků. Z legislativního hlediska se však v České republice i nezatrolejované úseky považují za trolejbusové tratě – mimo trolejbusovou trať nesmí trolejbus jezdit, což souvisí i s tím, že trolejbusy jsou schvalovány jen jako drážní vozidla a nejsou vybaveny státními poznávacími značkami. Výslovně provoz trolejbusů v nezatrolejovaných úsecích zatím česká legislativa nereflektuje. V Česku jsou nezatrolejovanými trolejbusovými tratěmi s pravidelným provozem například některé úseky ve Zlíně (č. 3 na Louky, č. 11 do Lužkovic a č. 12 do Želechovic), Plzni (linky č. 11 do Křimic a Malesic, č. 12 do Letkova, č. 13 do nákupní zóny v Černicích, č. 19 v úseku U Luny - Nová Hospoda), Hradci Králové (linka č. 1 do Kluk) či Opavě (linka č. 221 do Kylešovic a přes zastávku Vrchní).

## Právní režim
Vlastník dráhy je povinen ji i provozovat; nemůže-li, je povinen ji přednostně nabídnout k provozování obci nebo obcím, na jejichž území se nachází. Trolejbusová dráha a provozování dopravy na ní podléhá obdobnému právnímu režimu jako tramvajová dráha a doprava. 
Dopravní řád drah (vyhl. 173/1995 Sb.) stanoví pro trolejbusové dráhy zcela shodný režim a shodné návěsti jako pro tramvajové dráhy. Pokud se trolejbusová dráha s tramvajovou stýká, musí být zajištěna i jednotnost návěstí stanovených provozovatelem dráhy.

## Trolejové vedení a příslušenství
Nedílnou součásti provozu trolejbusů je trolejové vedení, včetně výhybek, úsekových děličů, křížení, závaží (například v Brně). Každý trolejbusový systém má obratiště, vozovnu a zastávky.

### Trolejové vedení
Měděné trolejové dráty vedou paralelně, většinou 60 cm od sebe. Troleje jsou připevněny pomocí úchytů na lana a sloupy trakčního vedení. V zastavěných oblastech se troleje zavěšují na budovy, protože je tento způsob levnější (byť ne vždy, konečné svolení a podmínky dává majitel budovy) a sloupy jsou vnímány jako neestetické. Sloupy jsou často z oceli, betonu, dříve byly ze dřeva. Podobně jako u kolejových tratí jsou troleje zavěšeny na přímé trati, při využití pružného vedení, s mírnou klikatostí, tzv. „cik cak“. U trolejbusů to není kvůli rovnoměrnému opotřebení sběrače, ale kvůli lepší kompenzaci tepelné roztažnosti vodiče (bez nutnosti napínat trolej pomocí závaží), dále se trolej při průjezdu tolik nevlní a nehrozí výpadek sběrače z důvodu jeho rozkmitání. Také v místě zavěšení, díky možnosti pohybu vodiče směrem vzhůru, dochází při průjezdu sběrače k menšímu opotřebení vodiče, než kdyby byl v ose s izolátorem. Při využití kompenzovaného vedení (trolej je napínaná pomocí závaží/pružiny) je možno zvětšit rozestup stožárů a zvýšit rychlost průjezdu nad cca 60 km/h (u nekompenzovaného vedení dochází už kolem uvedené rychlosti k většímu úbytku materiálu vodiče v místě zavěšení). Výška vedení nad komunikací je podle evropských norem 5,5–5,6 metrů. Dnes se též používají závěsy s přídavným lanem – tzv. delta závěsy, což jsou lanka (nejčastěji z umělých materiálů) uchycená na kladce tvořící tak s vodičem trojúhelník. Jejich výhoda je, že stožáry mohou být umístěny ve větších vzdálenostech (do cca 40 m při nekompenzovaném vedení), trolej se díky zavěšení ve 2 bodech, místo jednoho, lépe přizpůsobí průjezdu sběrače i při vyšších rychlostech a zmenšuje se tak úbytek materiálu vodiče v místě zavěšení. Při použití kompenzovaného vedení je umožněn snazší pohyb vodiče v místě zavěšení. Při zavěšení na výložníky je ale nutné nejvzdálenější závěs od stožáru zavěsit pevně kvůli „zavětrování“ výložníku. Zde se kompenzované vedení pohybuje i s výložníkem, který je zavěšen vždy, v určitém rozsahu (řády jednotek cm), pohyblivě.
Klasické pružné vedení, kdy mezi izolátorem a svorkou vedou 2 drátky, je patent firmy Kummler-Matter ze Švýcarska, která jej poprvé použila při výstavbě systému ve Winterthuru v roce 1939. V Česku byl poprvé použit roku 1944 ve Zlíně.
Trolej je možno zavěsit i pevně, tzn. svorka je pevně uchycena k izolátoru. Tento nejstarší způsob se používá jen pro nízké rychlosti, při nutnosti tlačit trolej směrem dolů nebo pro zvláštní případy. Je to velmi neefektivní způsob, kdy v místě zavěšení dochází k velkému opotřebení trolejového drátu.

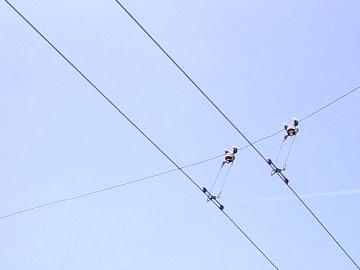
Běžný úchyt
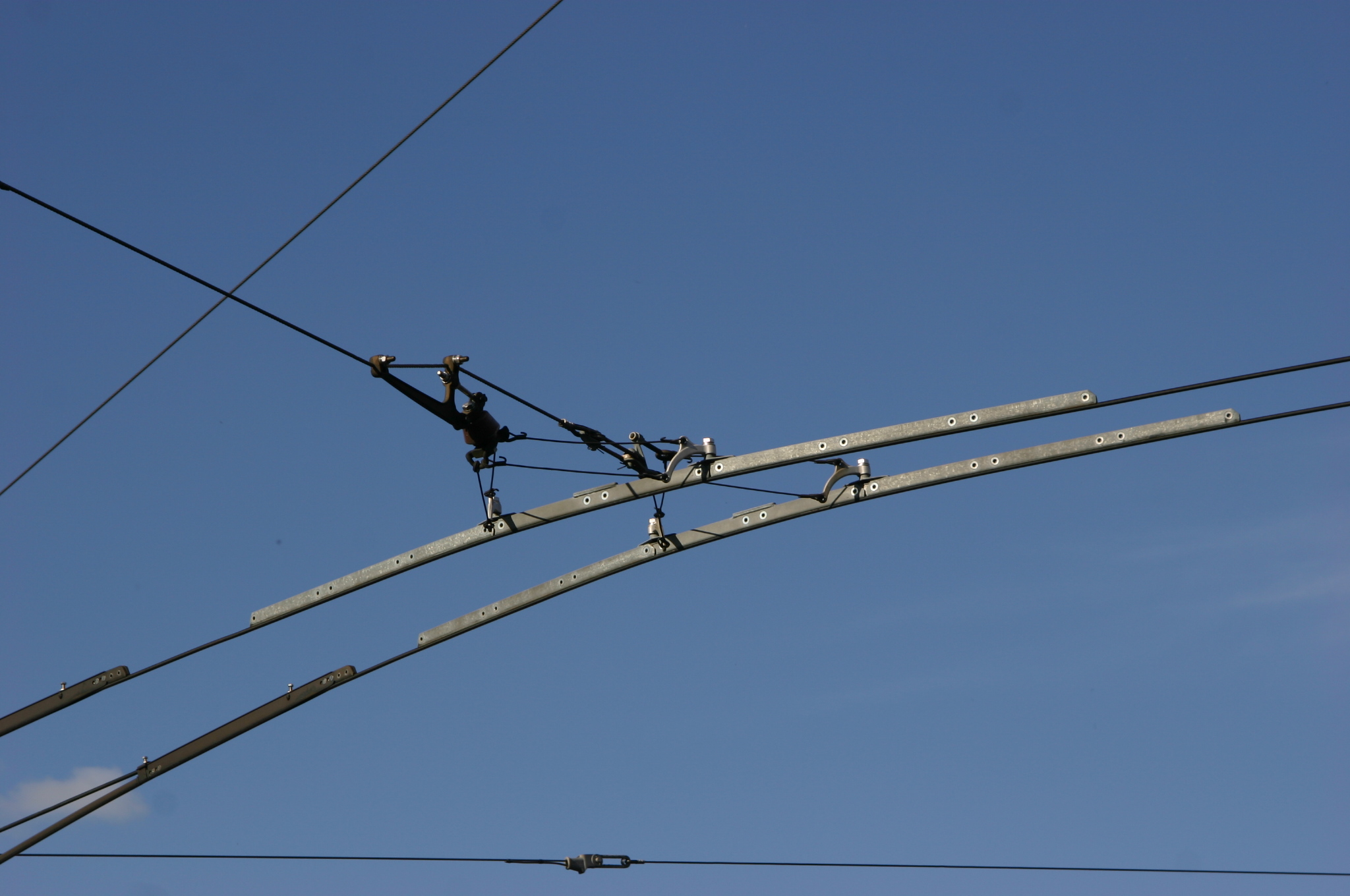
Trolejový oblouk
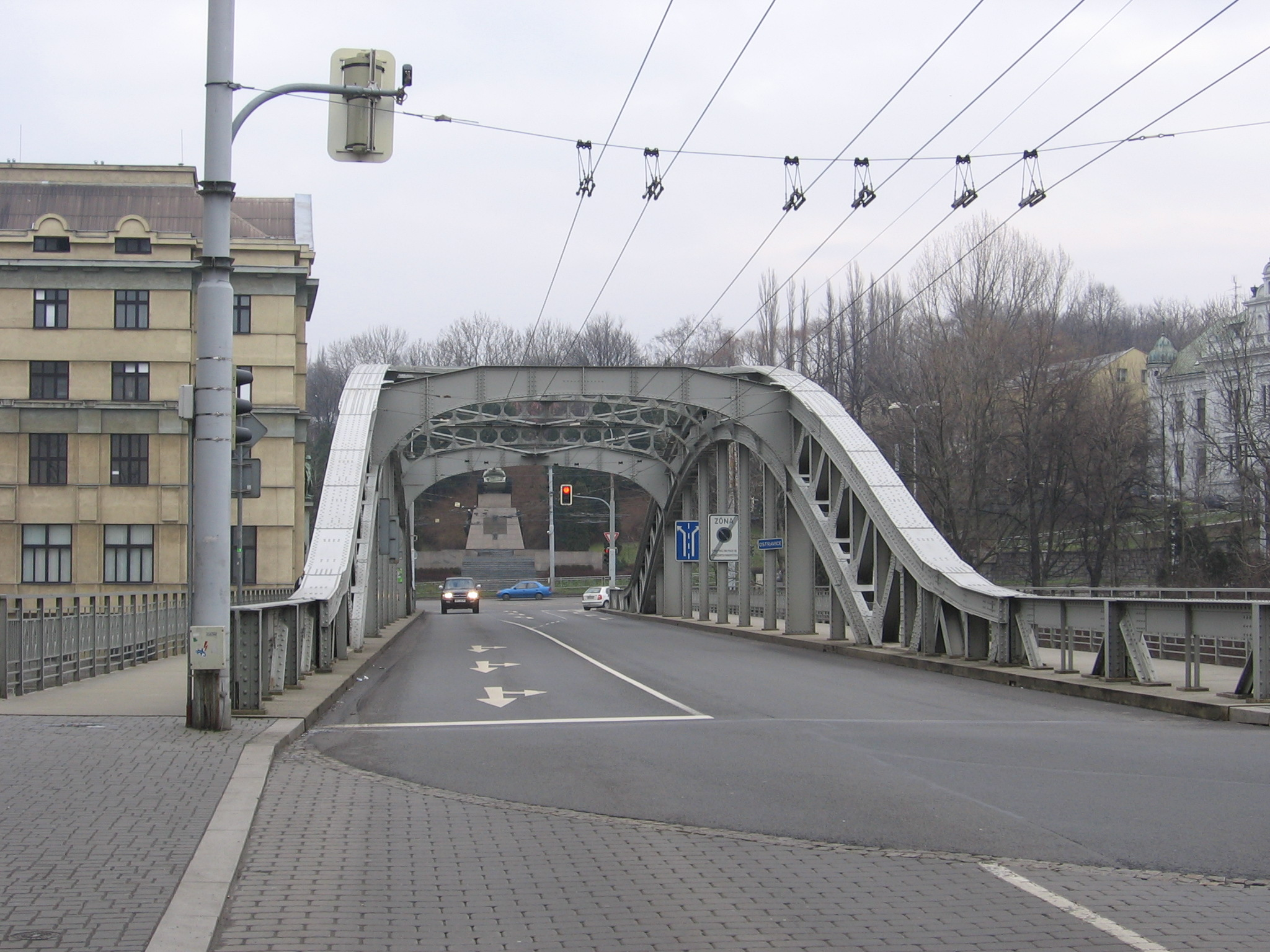
Běžné vedení na ulici
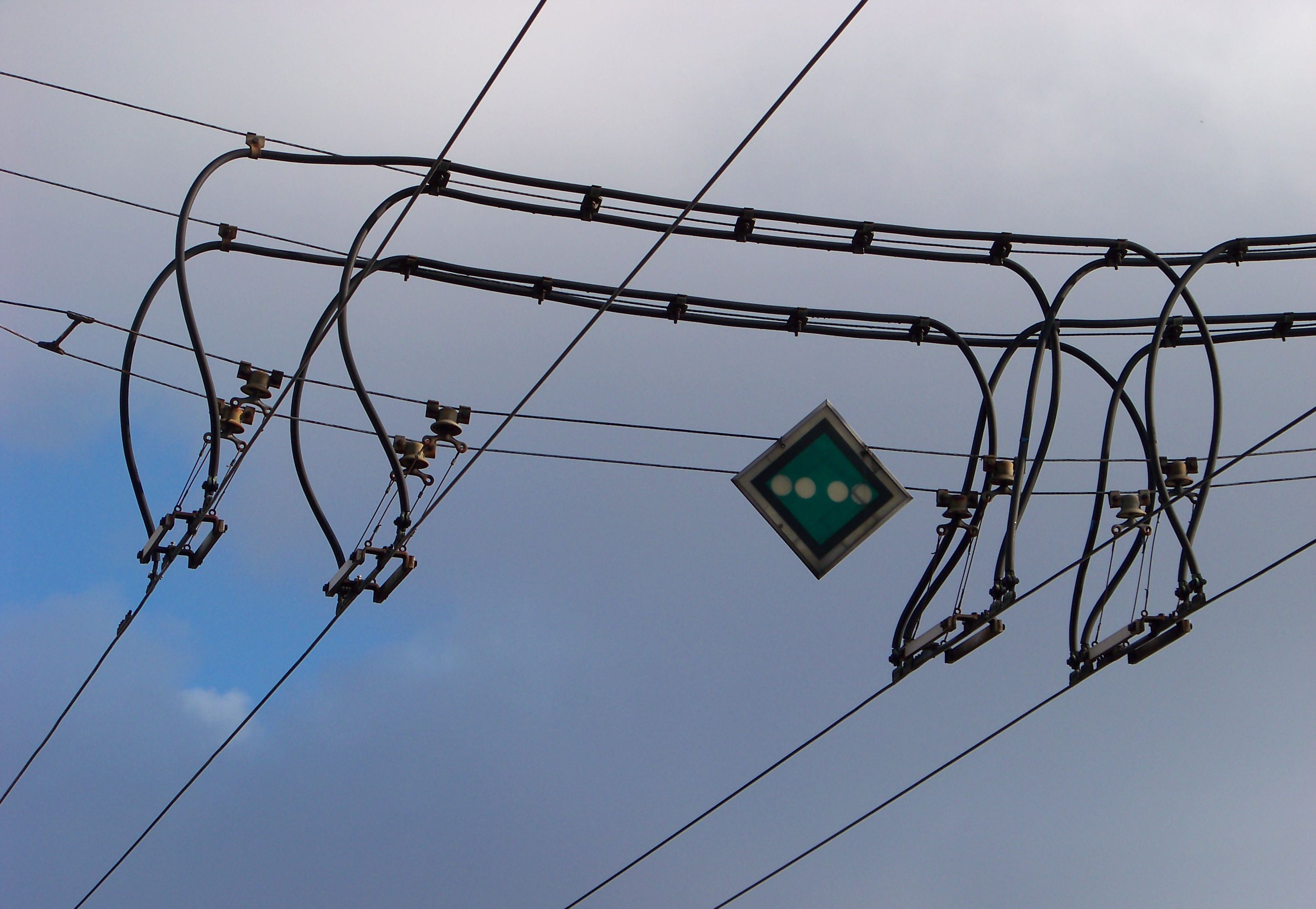
Úsekové děliče s návěstidlem
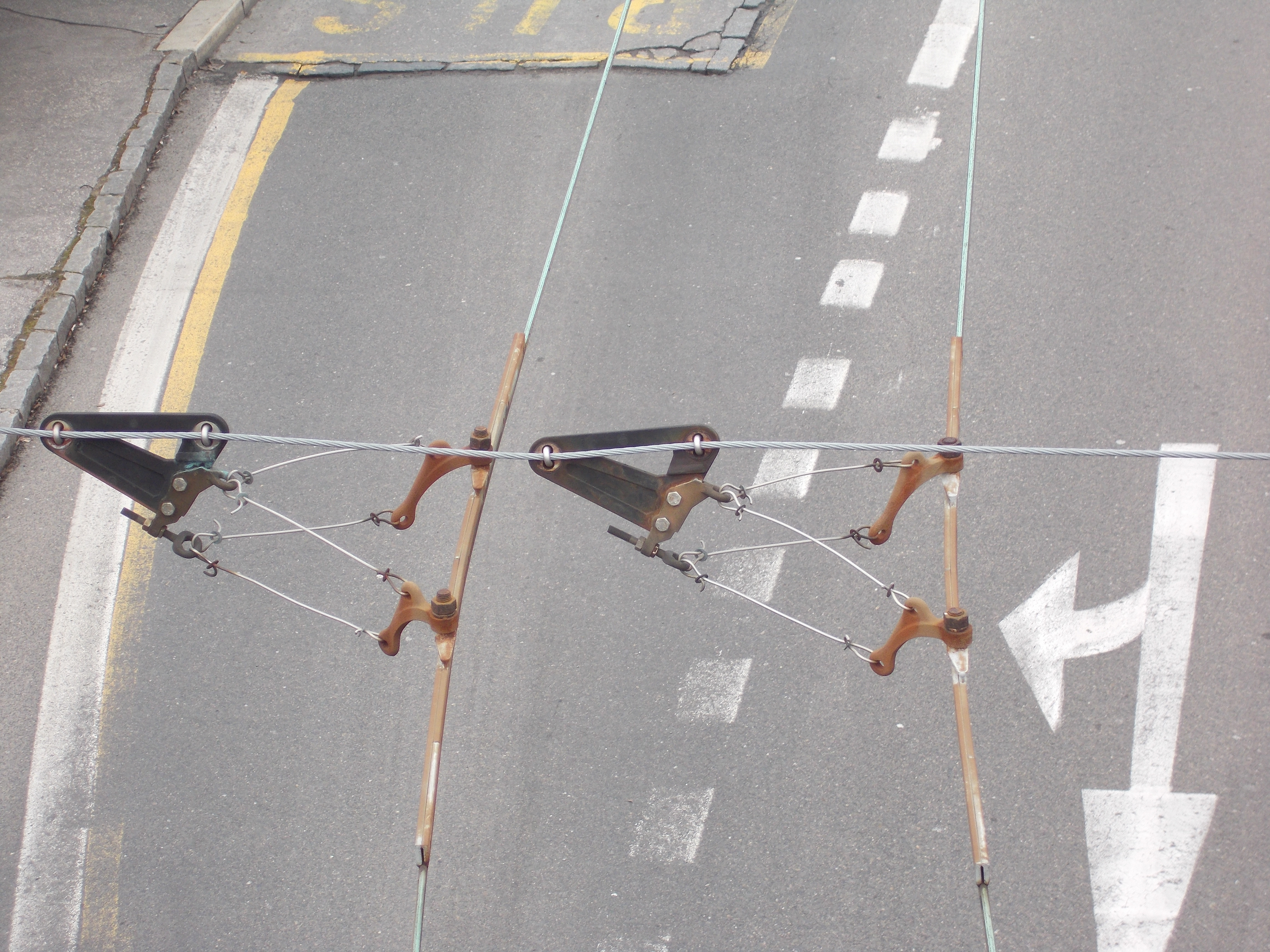
Trolejový oblouk na běžném vedení

### Výhybky a křížení
Výhybky a křížení se dělí se na podvěsné a tahové. Výhybky se dále dělí na elektrické, mechanické/samostavitelné, rozjezdové a sjezdové.
Elektrické výhybky jsou ovládány řidičem a nejčastěji se používají jako rozjezdové. U starších bylo nutné na předkontaktu (místo, kde je trolej přerušená v délce větší, než je délka sběrače; toto místo je zapojeno do elektrického obvodu výhybky) mít zajištěn odběr proudu o nějaké minimální hodnotě (obvykle více než 80 A, ovšem některé výhybky stačilo přestavit i topení, které odebíralo kolem 30 A), kdy se průchodem proudu přes cívku ve výhybce vytvořilo magnetické pole, které přitáhlo železné jádro a to přestavilo jazyk do jiné polohy. Vrácení do základní polohy zajistila buď pružina (takovou výhybku bylo nutné projíždět celou pod proudem), nebo pomocí palce, který se po přestavení přiklopil k troleji, a botka sběrače jej odklonila do základní polohy – tyto výhybky mohly mít předkontakt umístěný ve větší vzdálenosti před výhybkou. U těchto výhybek musel řidič znát základní postavení, které se jezdilo s vypnutým odběrem proudu. Někdy to bylo vždy do roviny, jindy vždy do odbočky. Tento způsob ale nezřídka zpomaloval provoz, kdy trolejbusy jedoucí v častějším směru musely zpomalit, aby rozjezdem přes předkontakt zajistily přestavení výhybky. Proto se začalo u výhybek používat návěstních tabulek, které oznamovaly základní směr a směr, kam je nutné zvýšit odběr proudu. Většinou se ale dalo spolehnout na umístění izolace v kříži/srdcovce výhybky – kterým směrem byla izolace, tím směrem se jelo bez proudu/výběhem.
Dalším způsobem (v Československu nevyužitým, ale např. v USA ano) je umístění 2 kontaktů na trolej tak, že jsou vůči sobě posunuty. Zde se přestavení výhybky neděje zvýšeným odběrem proudu, ale kontakty jsou od troleje izolovány a průjezdem botky se propojí trolej s bočnicemi, čímž se přivede napětí na cívky. Pokud jede trolejbus přímo, tak sběrače neuzavřou elektrický obvod výhybky. Pokud ale trolejbus zatáčí, tak jsou botky sběračů vůči sobě vyoseny a ve zmíněných kontaktech uzavřou elektrický obvod, výhybka se přestaví a po průjezdu je mechanicky vrácena do základní polohy. 
Poslední, v Československu i užitý způsob je ruční přestavení. Na sloupu u výhybky je táhlo (takto byla řešena např. harfa ve vozovně Hroboňova v Bratislavě). Zatažením byla výhybka přestavena a po průjezdu mechanicky vrácena. Ve Velké Británii (ale i např. v Praze) byl oblíbený systém, kdy táhlo bylo nutné držet celou dobu průjezdu výhybkou. Některé výhybky měly ovládací tlačítko na sloupu (a opět, buď stačilo zmáčknout, nebo bylo nutné držet). Přestavení takových výhybek měli na starost průvodčí. Všechny jmenované výhybky mohly být vybaveny návěstidlem informujícím o poloze. Většinou to byly 3 žárovky zapojené do série, které se rozsvítily jen v případě přestavení výhybky.
Nejnověji se k přestavení výhybky používá radiový signál, WiFi apod. Vysílač je při ovládání řidičem na čele vozu (řidič má k dispozici až 4 tlačítka pro ovládání různých frekvencí, o směru postavení výhybky informuje řidiče návěstní lampa s šipkou/úsečkou do úhlopříčky. Pro rozlišení jakou frekvencí je výhybka ovládána jsou v Česku využity barvy červená, žlutá, modrá, bílá, od r. 2024 dále filová a kombinace červených a žlutých LED diod v šipce (Teplice). V maďarském Szegedu lze místo bílé najít zelenou (ta je v Česku zakázána, v Szegedu byla v r. 2024 už jen ve vozovně- z důvodu záměny s dopravním značením).
Při automatickém ovládání (řidič jen navolí linku a směr, nebo stačí jen číslo jízdního řádu konkrétního kurzu) jsou výhybky ovládány bez zásahu řidiče, zde je vysílač nejčastěji na sběrači a přijímací anténa na troleji. 
Jako sjezdové výhybky jsou pro možnost vyšší rychlosti průjezdu využity v síti Dopravního podniku města Hradce Králové a ve větší míře např. v Neuchatelu ve Švýcarsku.
Mechanické výhybky se ovládají jen průjezdem sběrače a nemusejí mít základní polohu, případně nemusejí být i pohyblivé a jsou vyrobeny z odlitků. Mechanické výhybky s pohyblivými jazyky vracenými do základní polohy šlo použít jako způsob řešení obratiště vozu pomocí couvání, tzv. triangl. Využit např. ve vozovně Střešovice v Praze. Tyto výhybky slouží nejčastěji jako sjezdové a ty současné ani není možno projíždět proti hrotu, neboť základní poloha je v mezipoloze.
Rozjezdové výhybky slouží k rozvětvení jedné trati do více směrů. Sjezdové výhybky slouží ke sloučení více směrů do jedné trati.

#### Podvěsné výhybky a křížení
Stále uplatňovaný systém spočívá v tom, že na nepřerušenou trolej se namontuje zespoda podvěsná armatura (trolej tak není pojížděna a plní nosnou funkci). Sestava je tvořena přejezdovými svorkami mezi trolejí a pojížděnou částí, pojížděná část je nejčastěji tvořena měděnou, plochoválnou trubkou (lze je při opotřebení otočit) a různými spojkami, které se nasouvají do trubek a umožňují jejich zavěšení/spojení s jinými komponenty (odlitky výhybek, izolačními díly apod.). Výhodou je rychlá montáž, při demontáži je vždy jeden směr možno pojíždět (při výstavbě je dobré určit jaká trolej je „hlavní“, aby při demontáži armatury byla nejníže a mohla tak být plně sjízdná). Podobný způsob zavěšení armatur je dohledatelný již na fotografiích z roku 1936 z Prahy, tehdy ale byla konstrukce na jiných základech. Plné rozpracování, užití a řádné patentování tak, jak jej známe dnes, provedla až firma Kummler-Matter. Poprvé byl užit ve Winterthuru v roce 1939, v Česku roku 1944 ve Zlíně. Některá města jej využívala i pro vytváření oblouků (např. Košice). Původně takto byly i smyčky na konečných stanicích tvořeny kruhovou výsečí vymodelovanou z trubek a jako nosný prvek bylo ocelové lanko, trolej byla vždy slepě ukončena do sloupu. 
Tento systém se v Československu poprvé objevil jako tuzemský výrobek v první polovině 80. let 20. století, kdy firma Elektrovod ve městě Kremnica začala vyrábět kopie švýcarských výhybek (v té době ale již zastaralých). Armatury nebyly sice vysoké kvality, ale začaly umožňovat průjezd vyšší rychlostí, cca 15–20 km/h. Dnes je obvyklé omezení u většiny dopravních podniků do 30 km/h (firma Kummler-Matter v katalogu výrobků z r. 1964 nabízela výhybku na 40 km/h i s elektricky ovládaným křížením/srdcovkou).
Plzeň, která byla tomuto systému věrná od roku 1947 do začátku 21. století a která byla schopna si většinu dílů vyrábět sama, nahradila začátkem 90. let 20. století trubku trolejovým drátem.
V současnosti tento systém v ČR rozvíjí v součinnosti s Dopravním podnikem města Hradce Králové firma ESKO, kdy trubka byla nahrazena trolejovým drátem (nezávisle na Plzni) a snížila se tak základna dílů nutných pro montáž, respektive část dílů se sjednotila s běžnou údržbou tratí. Při vývoji se podařila snížit i výšku mezi nosnou trolejí a pojížděnou částí, čímž se snižuje možnost zaklesnutí sběrače do mezery a následné poškození armatury a zároveň zvýšit rychlost průjezdu na cca 40 km/h. Kromě Hradce Králové všechna města v ČR od tohoto systému ustupují a nahrazují jej tahovým, který prošel silným vývojem a poskytuje více výhod. Podvěsný systém ale stále zůstane výhodný pro různá operativní řešení dočasných staveb, místa s nižší rychlostí průjezdu apod.
Podvěsným způsobem jsou v zemích bývalého Sovětského svazu tvořeny prudší oblouky. Oblouková „svorka“ je ale pevně tvořená jak přejezdovou, tak i pojížděnou částí, materiálem je ocel. 

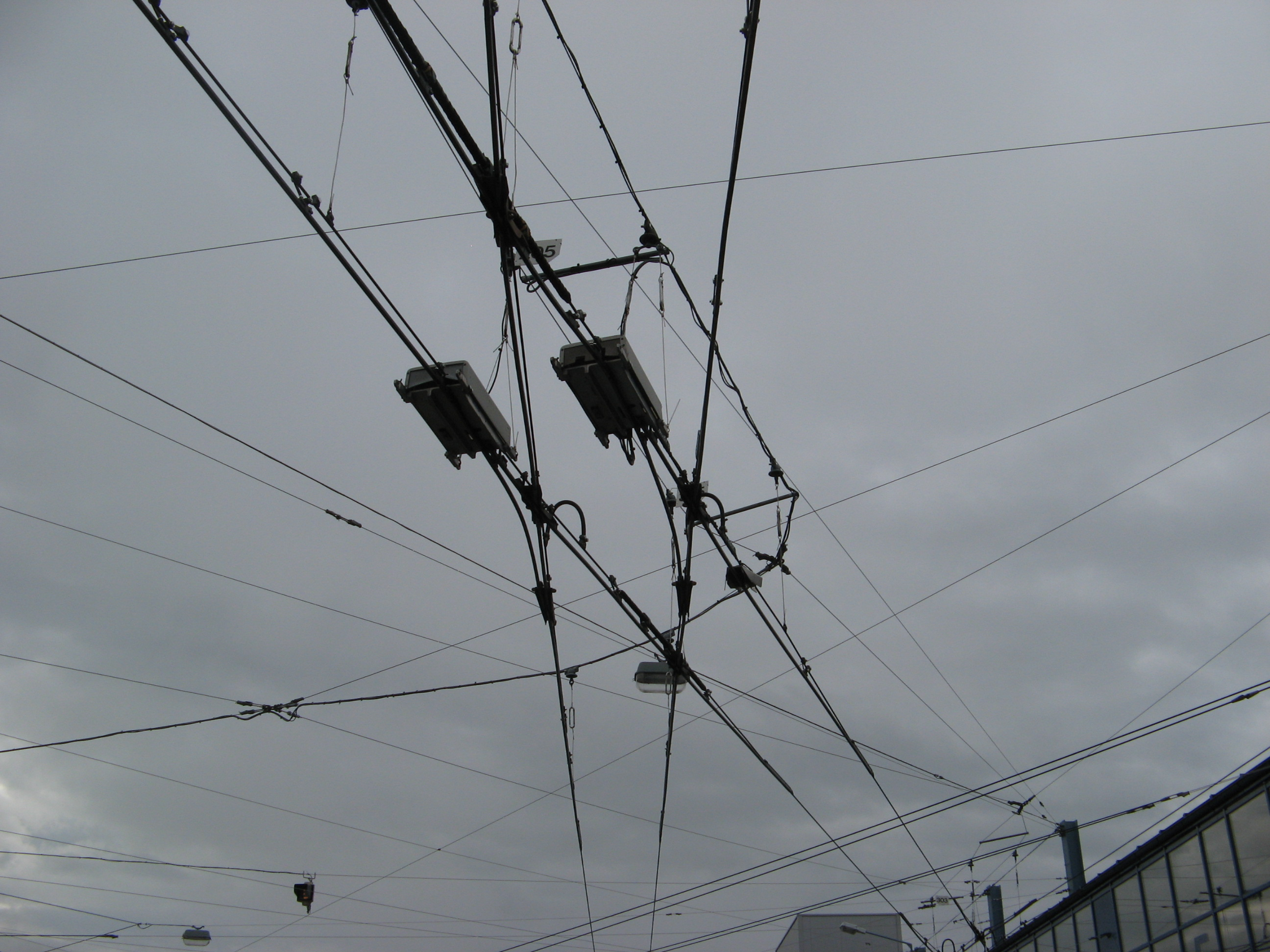
Podvěsná výhybka
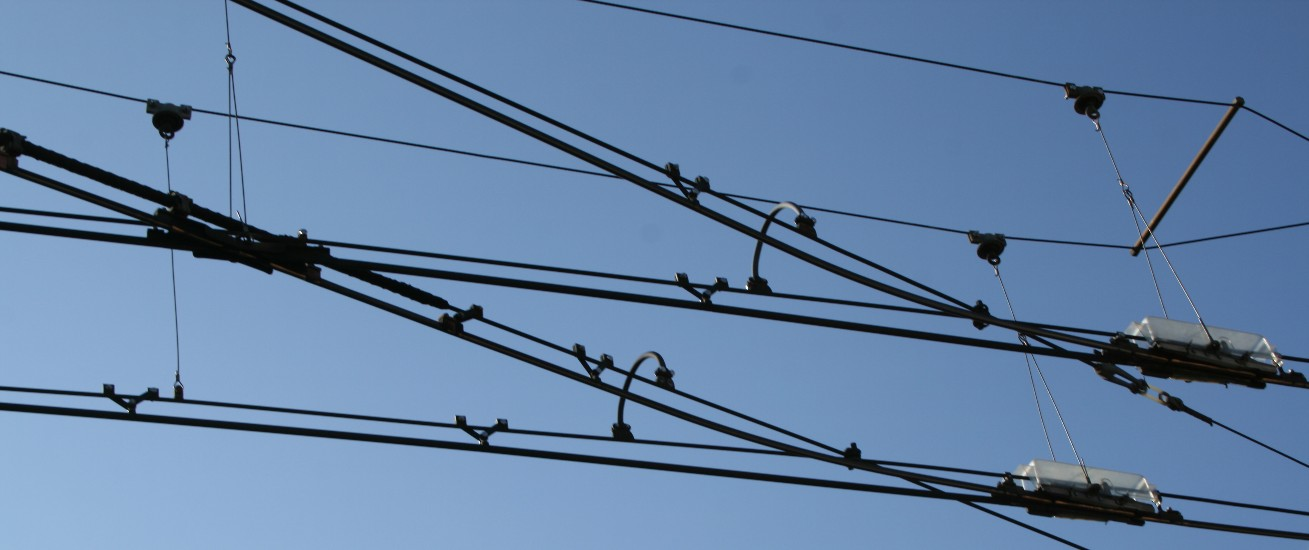
Detail podvěsových armatur
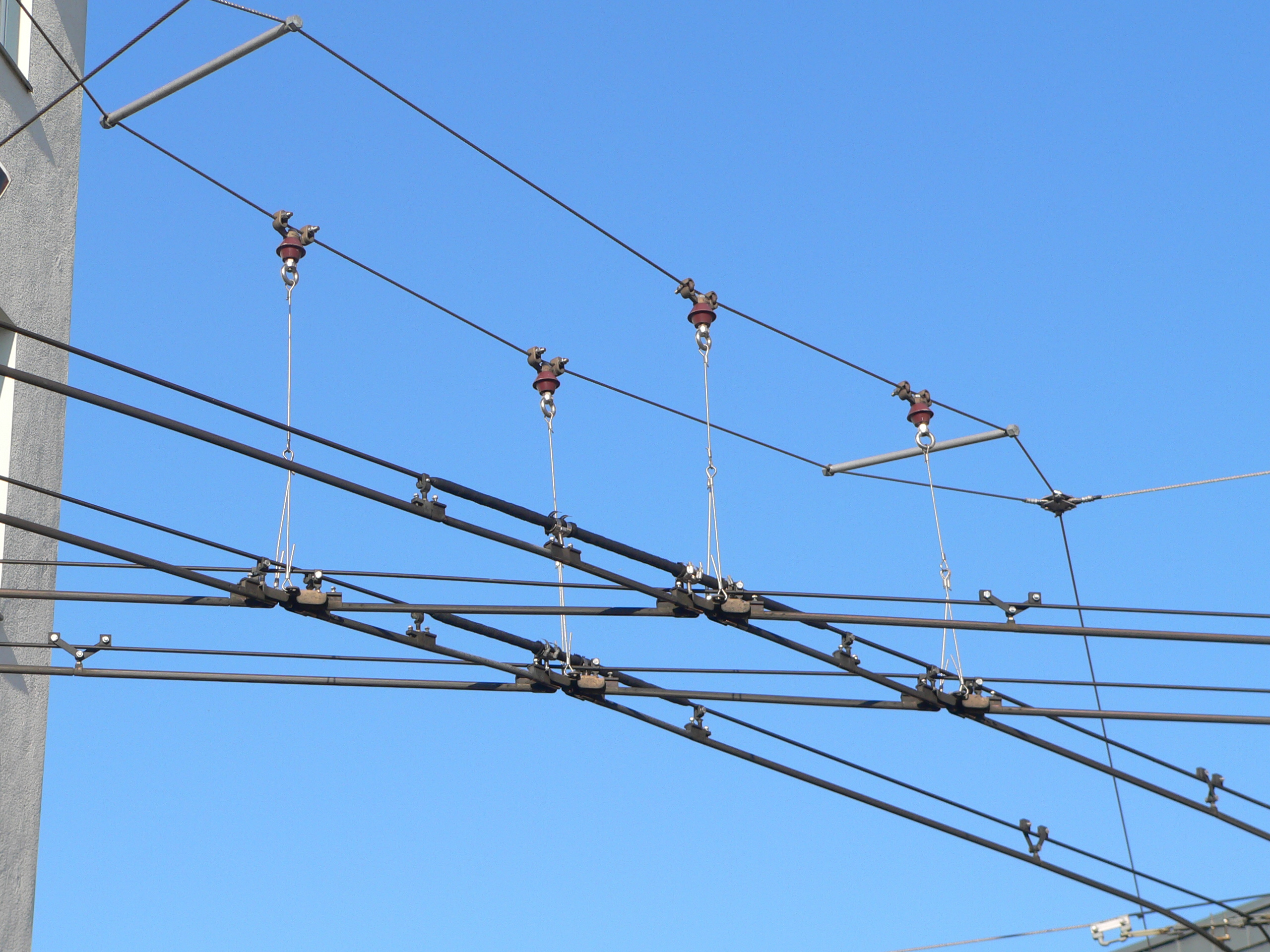
Detail křížení podvěsových armatur

#### Tahové výhybky a křížení
Tahové výhybky jsou nejstarší výhybky. V USA sídlící firma Ohio-Brass zkonstruovala ve 20. letech 20. století výhybku, která je vyráběna jen s mírnými změnami dodnes. Výhybky byly buď exportovány, nebo lokálně vyráběny dle vzoru O-B v obou Amerikách, Kanadě, Novém Zélandu, dokonce švýcarské Lausanne je též používalo. V Československu jejich kopie (není zatím známo zda legálně, či ne) zajistila firma ČKD, později byla výroba přenesena do SEZ Krompachy, aby byla roku 1993 ukončena v podniku Elektrovod Kremnica. Tyto výhybky jsou k vidění v areálech vozoven v Mariánských Lázních a v Jihlavě. Rychlost průjezdu byla obvykle mezi 5–15 km/h.
Vývojem tahových výhybek na evropském kontinentu se zabývala švýcarská firma Furrer a Frey (část švýcarských měst používala výrobky firmy Furrer, zbytek byl věrný firmě Kummler). Následně vývoj od zmíněné firmy převzala firma Fahrleitungsbau Essen (již neexistuje), která po sametové revoluci vstoupila do kooperace s firmou Elektroline. Elektroline se rozvojem tahového systému zabývá dodnes, zmíněné dvě firmy segment trolejbusů opustily. V Česku se vývojem a výrobou tahového systému zabývají navíc firmy ESKO (i podvěsný) a Elektrizace železnic.
Od začátku 21. století je to u některých výrobců to nejmodernější, co lze použít. Výhybkové těleso se zde vkládá přímo na nepřerušený trolejový drát, tzn. po ukotvení těles je trolej v místech jazyků vyřezána a tělesa jsou tak namáhána tahem ve vedení a sběrač nepřekonává žádný výškový rozdíl jako je tomu u podvěsného systému. Rychlost pojíždění je některými výrobci garantována ve vymezených sestavách až 50 km/h, v reálném provozu ale výhybky umožňují pojíždění vyššími rychlostmi (ne zřídka i o 50 %, týká se ale jen elektricky ovládaných), jsou jednoduché na montáž i údržbu.

Schéma tahového přestavníku
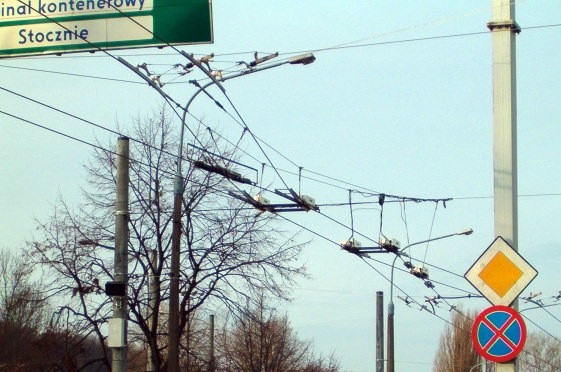
Tahové přestavníky
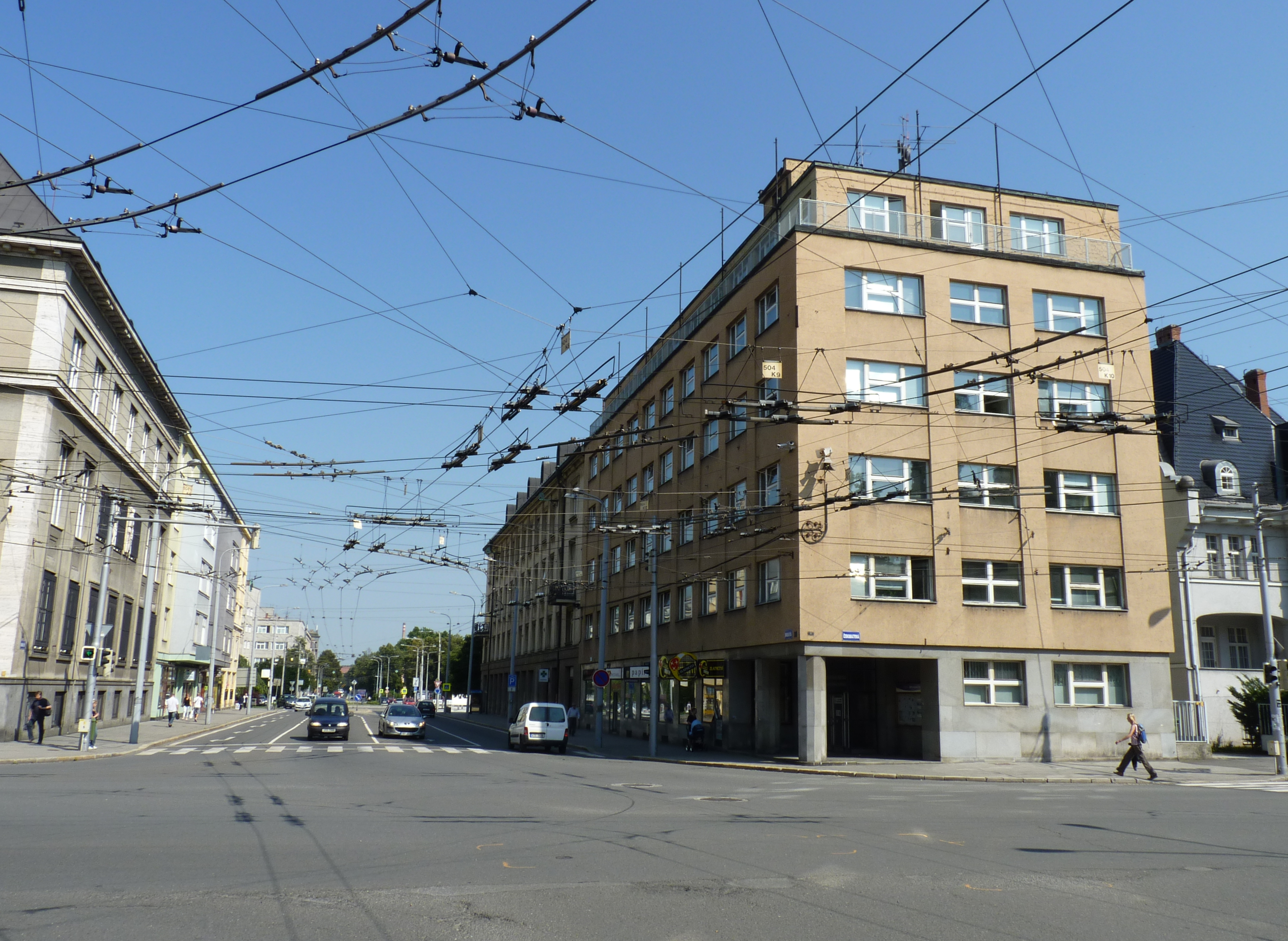
Tahové křížení
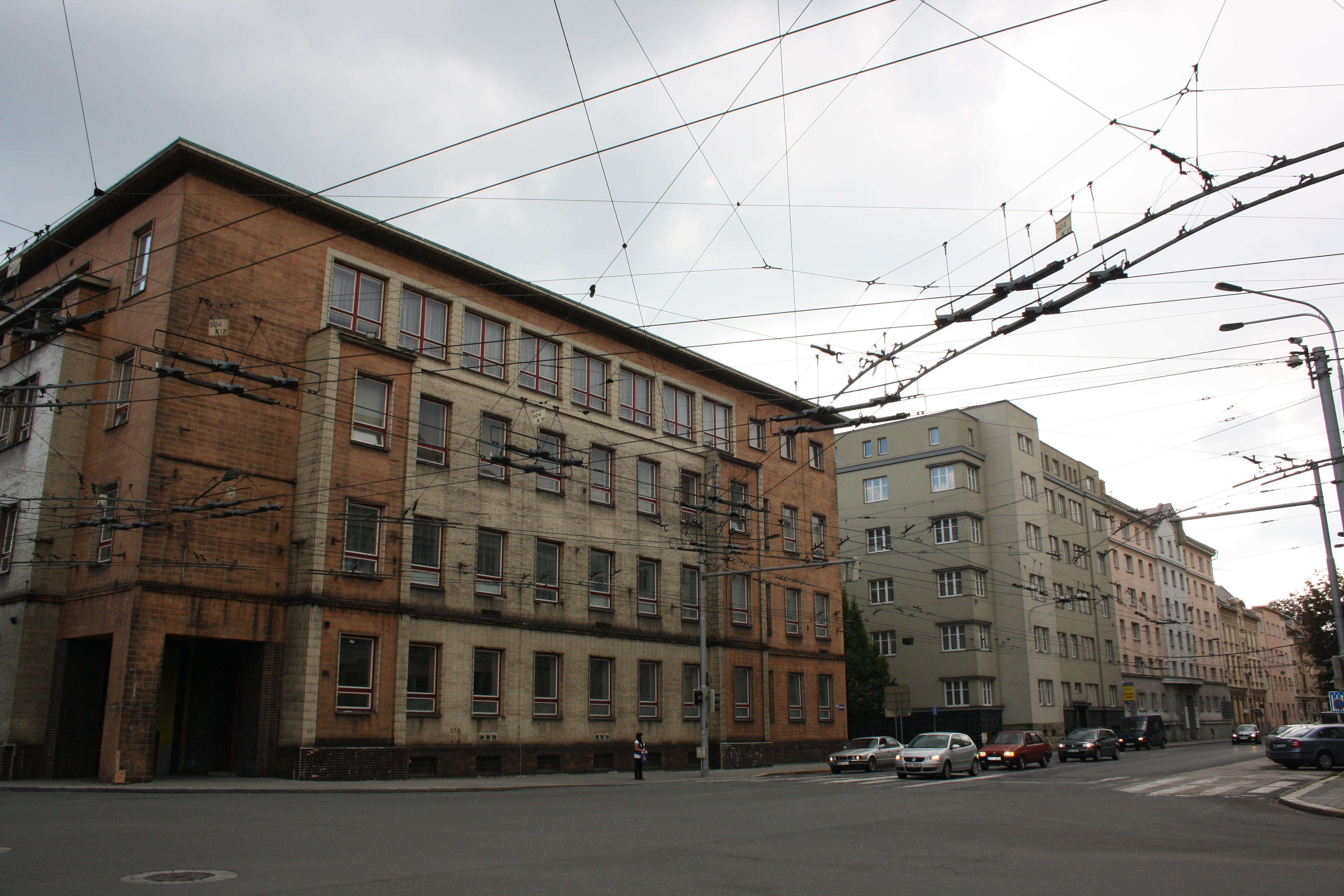
Tahové křížení

### Křížení s jinou trakcí
Trolejové vedení se často kříží s tramvajovou trakcí. V tomhle případě je tramvajová trolej přerušena a trolejbusová trolej ne. Opět se dělí na tahové a podvěsné.
Křížení trolejbusové trakce s elektrifikovanou železnicí je v různých státech řešeno různě. V Česku je povoleno až od roku 2013 (do té doby bylo poslední takové křížení zrušeno v Praze při přechodu z napájecí soustavy 1500 V ss na 3 000 V ss), kdy impulzem k povolení byla elektrifikace železniční trati z Otrokovic do Zlína, která úrovňově kříží trolejbusovou dráhu na 2 místech. Ve slovenském Prešově mají výjimku, neboť trolejbus zde jezdil dříve, než byla provedena elektrifikace železnice. Aby se nemusela trolejbusová doprava rušit nebo omezovat, byla Prešovu udělena výjimka. Vlaky přes křížení jezdí se staženým sběračem. 
Při případné realizaci je nutné splnit mnoho přísných podmínek, zvláště technického charakteru a tak nebylo zatím nikde realizováno.

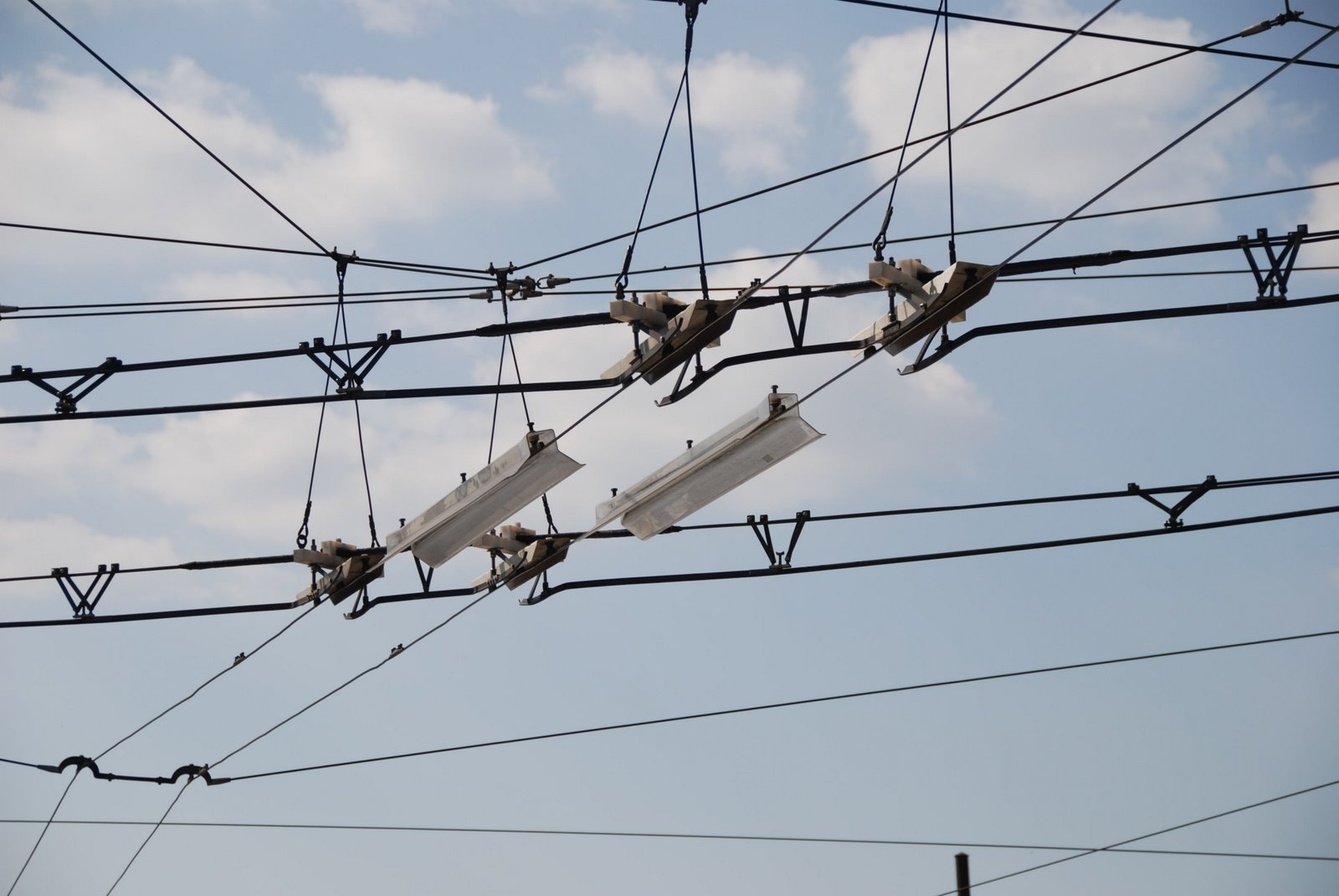
Křížení tramvajové a trolejbusové troleje
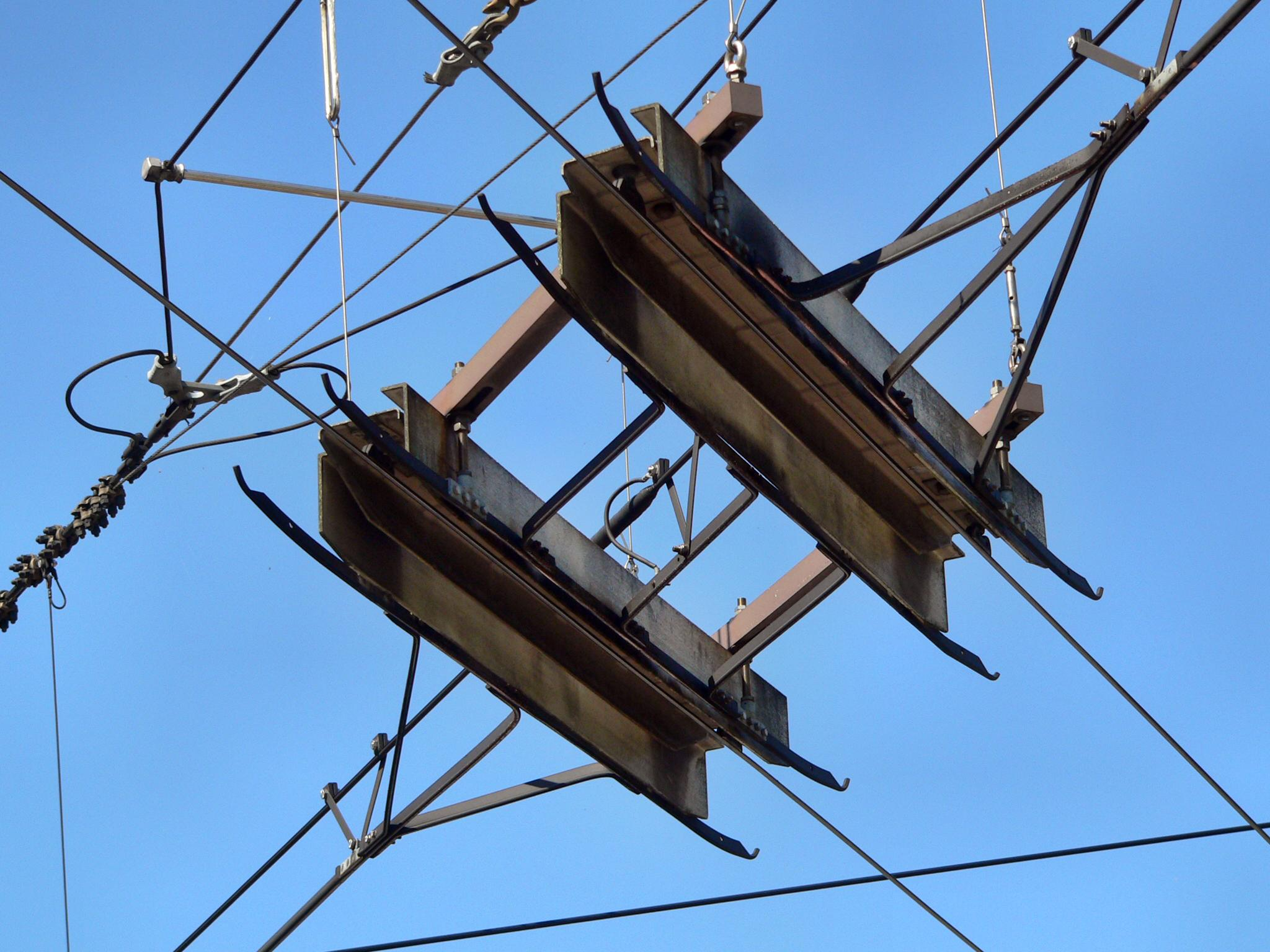
Detail křížení tramvajové a trolejbusové troleje
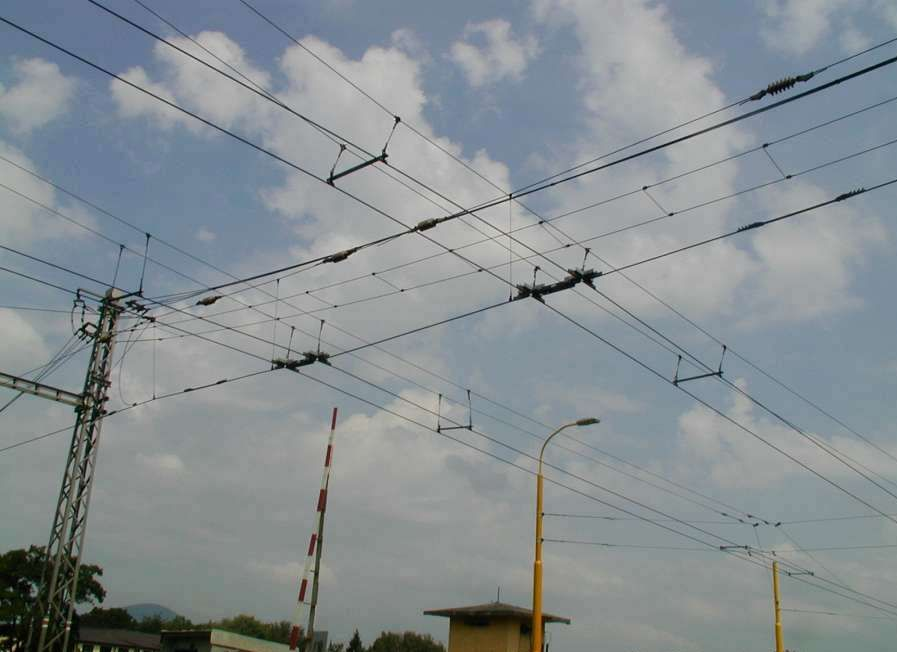
Křížení elektrifikované železnice a trolejbusu v Prešově
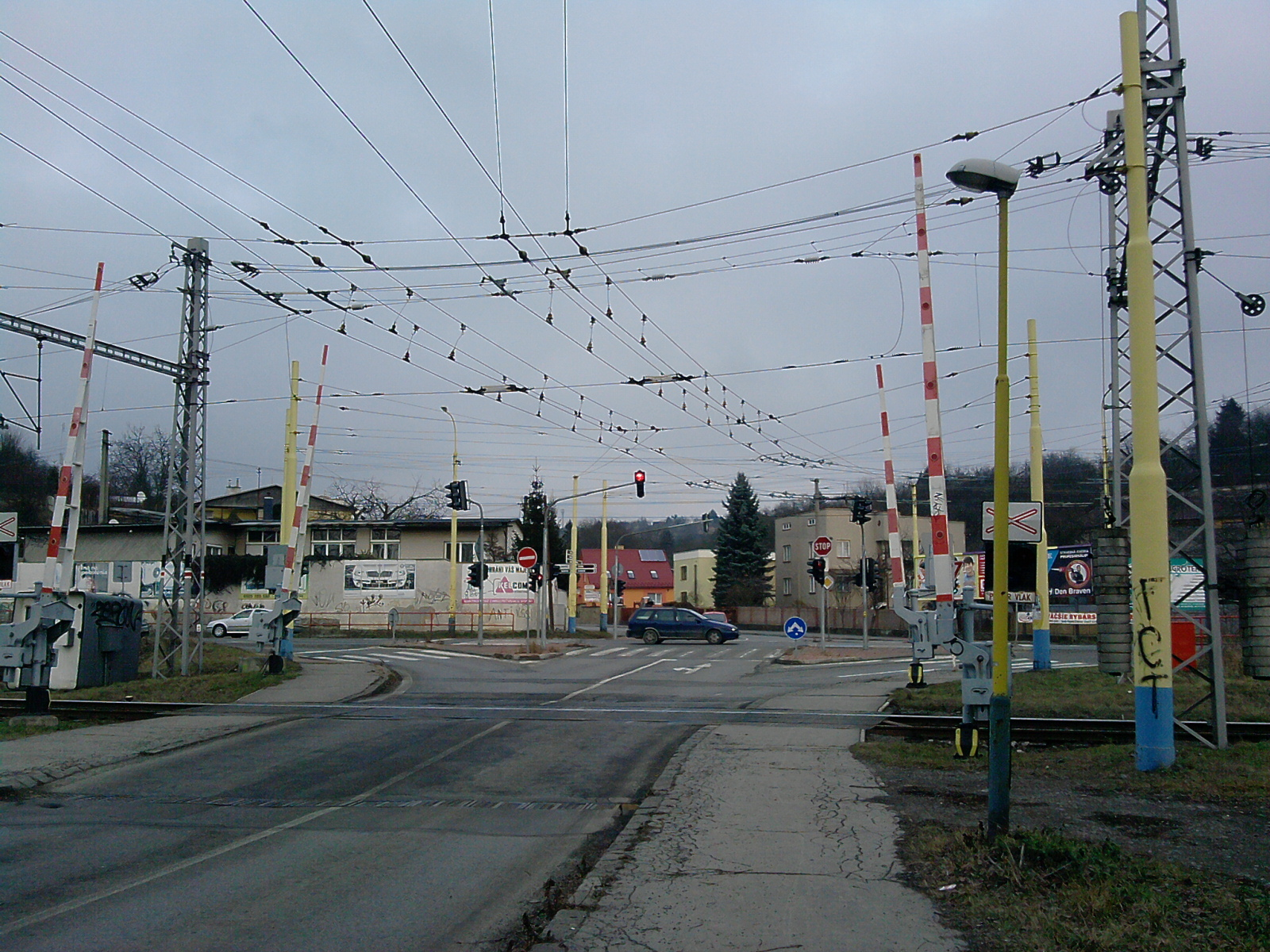
Křížení elektrifikované železnice a trolejbusu v Prešově